# Kibo
El Kibo (Tanzània, 5.895 m) és el cim i volcà principal del massís volcànic del Kilimanjaro (juntament amb els volcans Mawenzi i Shira), que amb 5.895 m és el punt més alt d'Àfrica.
Se'l coneix també com a pic Uhuru o pic de la llibertat. El con volcànic culmina en una caldera de 2.500 m de diàmetre.
La seva ascensió no presenta grans dificultats tècniques, tot i que s'hi requereix una bona forma física i una correcta aclimatació per l'esforç físic requerit a gran altitud. La ruta normal és la coneguda Via Marangu. Fou escalat per occidentals per primer cop el 6 d'octubre de 1889, per Hans Meyer, Ludwig Purtscheller i Y. Lauze.